# Mine de Curragh
 (mars 2025).
La mine de Curragh est une mine à ciel ouvert de charbon située au Queensland en Australie.